# Liste der Baudenkmale in Märkische Heide
In der Liste der Baudenkmale in Märkische Heide sind alle Baudenkmale der brandenburgischen Gemeinde Märkische Heide und ihrer Ortsteile aufgelistet. Grundlage ist die Veröffentlichung der Landesdenkmalliste mit dem Stand vom 31. Dezember 2021. Die Bodendenkmale sind in der Liste der Bodendenkmale in Märkische Heide aufgeführt.

## Baudenkmale in den Ortsteilen
In den Spalten befinden sich folgende Informationen:
- ID-Nr.: Die Nummer wird vom Brandenburgischen Landesamt für Denkmalpflege vergeben. Ein Link hinter der Nummer führt zum Eintrag über das Denkmal in der Denkmaldatenbank. In dieser Spalte kann sich zusätzlich das Wort Wikidata befinden, der entsprechende Link führt zu Angaben zu diesem Denkmal bei Wikidata.
- Lage: die Adresse des Denkmales und die geographischen Koordinaten. Link zu einem Kartenansichtstool, um Koordinaten zu setzen. In der Kartenansicht sind Denkmale ohne Koordinaten mit einem roten beziehungsweise orangen Marker dargestellt und können in der Karte gesetzt werden. Denkmale ohne Bild sind mit einem blauen bzw. roten Marker gekennzeichnet, Denkmale mit Bild mit einem grünen beziehungsweise orangen Marker.
- Bezeichnung: Bezeichnung in den offiziellen Listen des Brandenburgischen Landesamtes für Denkmalpflege. Ein Link hinter der Bezeichnung führt zum Wikipedia-Artikel über das Denkmal.
- Beschreibung: die Beschreibung des Denkmales
- Bild: ein Bild des Denkmales und gegebenenfalls einen Link zu weiteren Fotos des Baudenkmals im Medienarchiv Wikimedia Commons

### Alt-Schadow
| ID-Nr.            | Lage   | Bezeichnung                                                            | Beschreibung                                      | Bild           |
| ----------------- | ------ | ---------------------------------------------------------------------- | ------------------------------------------------- | -------------- |
| 09140590 Wikidata | (Lage) | Schleusen- und Wehranlage (Nadelwehr), an der Spree (Fluss-km 153,300) | Schleuse und Nadelwehr gingen um 1911 in Betrieb. | weitere Bilder |

### Biebersdorf
| ID-Nr.   | Lage                                              | Bezeichnung | Beschreibung | Bild |
| -------- | ------------------------------------------------- | ----------- | ------------ | ---- |
| 09141374 | An der Krugauer Straße, Frankfurter Straße (Lage) | Scheune     |              | BW   |

### Glietz
| ID-Nr.   | Lage                          | Bezeichnung | Beschreibung | Bild     |
| -------- | ----------------------------- | ----------- | --- | -------- |
| 09140100 | Glietzer Dorfstraße 20 (Lage) | Gutshaus    | Das Herrenhaus wurde 1857 erbaut. Mit dem Herrenhaus im Stil einer italienischen Villa wurde ein Landschaftspark errichtet. Heute wird das Haus als Wohnhaus genutzt. | Gutshaus |

### Gröditsch
| ID-Nr.            | Lage                            | Bezeichnung                    | Beschreibung                                                         | Bild             |
| ----------------- | ------------------------------- | ------------------------------ | -------------------------------------------------------------------- | ---------------- |
| 09140109 Wikidata | Gröditscher Dorfstraße 9 (Lage) | Fachwerkwohnhaus               |                                                                      | Fachwerkwohnhaus |
| 09140110 Wikidata | Schulstraße 29 (Lage)           | Stele „Turm mit Friedenstaube“ | Keramikstele auf dem Schulhof; 1970 geschaffen von Jürgen von Woyski | weitere Bilder   |

### Groß Leine(Wjeliki Linje)
| ID-Nr.            | Lage                             | Bezeichnung         | Beschreibung | Bild           |
| ----------------- | -------------------------------- | ------------------- | --- | -------------- |
| 09140113 Wikidata | Birkenhainchener Straße 7 (Lage) | Holländer-Windmühle | | weitere Bilder |
| 09140112 Wikidata | Neue Dorfstraße 7 (Lage)         | Dorfkirche          | Die evangelische Dorfkirche stammt um Ursprung aus dem 15. Jahrhundert. Von 1906 bis 1910 wurde die im Stil des Neubarocks umgebaut. Es ist ein quadratischer Saalbau mit einem Westturm und Vorhallen im Norden, Osten und Süden. | weitere Bilder |

### Groß Leuthen(Lutoł)
| ID-Nr.            | Lage                    | Bezeichnung | Beschreibung | Bild           |
| ----------------- | ----------------------- | --- | --- | -------------- |
| 09140593 Wikidata | Hauptstraße (Lage)      | Grabkapelle, auf dem Friedhof                                                                                         | Architekt Ludwig Dihm | weitere Bilder |
| 09140469 Wikidata | Hauptstraße (Lage)      | Grabbau der Familie Hordt, auf dem Friedhof                                                                           | Das Erbbegräbnis wurde für Graf Johann Ludwig von Hordt (gestorben 1798) und dessen Ehefrau Sophie Dorothea Christine von Podevils (gestorben 1802) erbaut. Es ist ein quadratischer Bau mit einer Inschriftentafel an der nördlichen Wand. | weitere Bilder |
| 09140116 Wikidata | Hauptstraße (Lage)      | Grabmal Johann Abraham Wülfing, auf dem Friedhof                                                                      | Die Grabstätte wurde für Johann Abraham von Wülfing (1851–1927) erbaut. Es ist eine kreisförmige Einfassung aus schwarzen Marmor mit Bronzetafeln. | weitere Bilder |
| 09140114 Wikidata | Schlossstraße (Lage)    | Dorfkirche mit vier Renaissancegrabmälern der Familie Schenk von Landsberg                                            | Die evangelische Kirche wurde 1857 aus Feldstein erbaut. Der Kirche wurde im Rundbogenstil der Schinkel-Schule erbaut. Der Turm stammt vom Vorgängerbau aus dem Jahr 1748. Die Ausstattung im Inneren ist neu. In der Kirche befinden sich drei Figurengrabsteine, unter anderem für Gutsherr Wilhelm Schenk von Landsberg. Dieser starb 1559. | weitere Bilder |
| 09140482 Wikidata | Schlossstraße (Lage)    | Kriegerdenkmal auf dem Dorfanger                                                                                      | | weitere Bilder |
| 09140118 Wikidata | Schlossstraße 21 (Lage) | Schlossanlage, bestehend aus Schloss mit Terrasse, Brunnen im Schlosshof und Park sowie Pavillon am südlichen Seeufer | Die Schlossanlage stammt im Ursprung aus dem 16. Jahrhundert. Erbaut wurde das Schloss für Wilhelm Schenk von Landsberg. Es ist eine zweigeschossige Anlage mit drei Flügel. Von 1912 bis 1914 wurde das Schloss für Johann Abraham von Wülfing umgebaut. Damals wurde auch der markante Turm angebaut.                                        | weitere Bilder |

### Hohenbrück
| ID-Nr.            | Lage                | Bezeichnung   | Beschreibung | Bild           |
| ----------------- | ------------------- | ------------- | --- | -------------- |
| 09140123 Wikidata | Zur Mühle 11 (Lage) | Bockwindmühle | Die Bockwindmühle wurde im Jahr 1753 erbaut. Mitte der 1990er Jahre wurde die sanierungsbedürftige Mühle von neuen Eigentümern erworben und zu Wohnzwecken umgebaut | weitere Bilder |

### Krugau
| ID-Nr.            | Lage                          | Bezeichnung                                               | Beschreibung | Bild                                                      |
| ----------------- | ----------------------------- | --------------------------------------------------------- | --- | --------------------------------------------------------- |
| 09140449 Wikidata | Krugauer Dorfstraße 3 (Lage)  | Hofanlage mit Wohnhaus und den beiden Wirtschaftsgebäuden | | Hofanlage mit Wohnhaus und den beiden Wirtschaftsgebäuden |
| 09140138 Wikidata | Krugauer Dorfstraße 42 (Lage) | Dorfkirche mit Pfarrhaus                                  | Die Feldsteinkirche entstand im 15. Jahrhundert. Im Innern steht unter anderem ein Kanzelaltar aus dem Anfang des 18. Jahrhunderts. | weitere Bilder                                            |

### Kuschkow(Kuškow)
| ID-Nr.            | Lage                | Bezeichnung                                            | Beschreibung                                                                                  | Bild             |
| ----------------- | ------------------- | ------------------------------------------------------ | --------------------------------------------------------------------------------------------- | ---------------- |
| 09140140 Wikidata | (Lage)              | Dorfkirche mit Kriegerdenkmal und schmiedeeisernem Tor | Die Dorfkirche entstand etwa um 1830 bis 1840 im typischen Rundbogenstil der Schinkel-Schule. | weitere Bilder   |
| 09140003 Wikidata | Dorfanger 16 (Lage) | Fachwerkwohnhaus                                       |                                                                                               | Fachwerkwohnhaus |

### Leibchel
| ID-Nr.            | Lage   | Bezeichnung | Beschreibung | Bild           |
| ----------------- | ------ | ----------- | --- | -------------- |
| 09140144 Wikidata | (Lage) | Wehrkirche  | Die evangelische Kirche ist ein spätgotischer Bau aus dem 15. Jahrhundert, der Dachturm wurde wahrscheinlich 1786 hinzugefügt. Im Inneren ein Kanzelaltar aus dem 17. Jahrhundert, in der Predella befindet sich ein Bild des Abendmahles. | weitere Bilder |

### Neu Schadow
| ID-Nr.            | Lage   | Bezeichnung | Beschreibung | Bild           |
| ----------------- | ------ | ----------- | --- | -------------- |
| 09140247 Wikidata | (Lage) | Dorfkirche  | Die Dorfkirche entstand 1856 im Stil der Schinkel-Schule. Der aus gelben und roten Backsteinen errichtete rechteckige Saalbau hat an seiner Ostseite eine halbrunde Apsis. Die Kirchengemeinde restaurierte das Bauwerk im Jahr 1966. | weitere Bilder |

### Pretschen
| ID-Nr.            | Lage                                  | Bezeichnung | Beschreibung | Bild           |
| ----------------- | ------------------------------------- | --- | --- | -------------- |
| 09140619          | Am Grod 8 (Lage)                      | Gutsförsterei „Weinberg“, bestehend aus Wohnhaus mit Kelleranlage und Wirtschaftsgebäude | | weitere Bilder |
| 09140256          | Am Landgut 1–2, Hinter Dieck 2 (Lage) | Gutsanlage Pretschen mit Herrenhaus, Park mit Eiskeller, Gutshof bestehend aus Verwalterhaus, Brennerei einschließlich ihrer historischen technischen Einrichtung, Kutscherhaus, Kälberstall, Rinderstall mit Milchkammer, Durchfahrtsscheune [bauliche Hülle] mit Scheunenkammer, Schweinestall, den sogenannten Kutschenhallen, Pferdestall, Wirtschaftsgebäude, einschließlich der Freiflächen des Gutshofes mit Einfriedungen sowie dem Gärtnerhaus mit Fachwerkscheune und dem Gärtnereigelände | | weitere Bilder |
| 09140329 Wikidata | Pretschener Anger 26a (Lage)          | Dorfkirche mit zwei Steinkreuzen (Sühnekreuze) | Die Kirche entstand 1893 als rechteckiger Backsteinbau im Stil der Neoromanik. Die Backsteine wurden in einer gutseigenen Ziegelei südlich von Pretschen hergestellt. Westlich des Kirchenschiffs entstand auf quadratischem Grundriss ein hoher Kirchturm. | weitere Bilder |
| 09140035          | Pretschener Anger 27 (Lage)           | Wohnhaus mit Hofgebäuden | | weitere Bilder |

### Wiese
| ID-Nr.   | Lage                      | Bezeichnung | Beschreibung | Bild     |
| -------- | ------------------------- | ----------- | ------------ | -------- |
| 09140416 | Alte Dorfstraße 13 (Lage) | Wohnhaus    |              | Wohnhaus |

### Wittmannsdorf
| ID-Nr.   | Lage                 | Bezeichnung                      | Beschreibung | Bild                             |
| -------- | -------------------- | -------------------------------- | --- | -------------------------------- |
| 09140554 | Zur Kirche 8 (Lage)  | Pfarrhaus mit Wirtschaftsgebäude | | Pfarrhaus mit Wirtschaftsgebäude |
| 09140305 | Zur Kirche 28 (Lage) | Dorfkirche                       | Die evangelische Dorfkirche stammt im Kern aus dem 15. Jahrhundert. Der Turm wurde im Jahre 1459 und 1471 erbaut, es waren zwei Bauabschnitte. Im Jahre 1889 wurde die Kirche im Stil der Neugotik umgebaut. Dabei wurden das rechteckige Chor und die Südvorhalle hinzugefügt. Die Ausstattung im Inneren aus dem Jahr 1889. | Dorfkirche                       |